# Lucas Eguibar
Lucas Eguibar Bretón (ur. 9 lutego 1994 w San Sebastián) – hiszpański snowboardzista specjalizujący się w snowcrossie, trzykrotny medalista mistrzostw świata oraz zdobywca Pucharu Świata.

## Kariera
Po raz pierwszy na arenie międzynarodowej pojawił się 8 stycznia 2010 roku w Puy-Saint-Vincent, gdzie w zawodach Pucharu Europy zajął 75. miejsce w snowcrossie. W 2010 roku wystartował na mistrzostwach świata juniorów w Cardronie, gdzie zajął 21. miejsce w tej konkurencji. Jeszcze trzykrotnie startował w zawodach tego cyklu, najlepszy wynik osiągając podczas mistrzostw świata juniorów w Erzurum w 2013 roku, gdzie był najlepszy. Ponadto zdobył srebrny medal na mistrzostwach świata juniorów w Valmalenco rok później.
W zawodach Pucharu Świata zadebiutował 22 stycznia 2012 roku w Veysonnaz, zajmując 21. miejsce w snowcrossie. Tym samym już w swoim debiucie wywalczył pierwsze pucharowe punkty. Na podium zawodów tego cyklu po raz pierwszy 9 marca 2013 roku w Arosie, kończąc rywalizację na trzeciej pozycji. Wyprzedzili go tylko Alex Pullin z Australii i Nate Holland z USA. Najlepsze wyniki osiągnął w sezonie 2014/2015, kiedy to zdobył Kryształową Kulę za klasyfikację snowcrossu. W tej samej klasyfikacji był też trzeci w sezonie 2015/2016.
W 2017 roku zdobył srebrny medal na mistrzostwach świata w Sierra Nevada, gdzie lepszy był tylko Pierre Vaultier z Francji. Na tej samej imprezie w parze z Regino Hernándezem zdobył też srebrny medal w snowcrossie drużynowym. Był też między innymi trzynasty podczas mistrzostw świata w Stoneham w 2013 roku. Rok później wystartował też na igrzyskach olimpijskich w Soczi, zajmując siódme miejsce. W lutym 2021 roku zdobył złoty medal podczas mistrzostw świata w Idre Fjäll.

## Osiągnięcia

### Igrzyska olimpijskie
| Miejsce | Dzień     | Rok  | Miejscowość | Konkurencja    | Zwycięzca       |
| ------- | --------- | ---- | ----------- | -------------- | --------------- |
| 7.      | 18 lutego | 2014 | Soczi       | Snowboardcross | Pierre Vaultier |
| 33.     | 15 lutego | 2018 | Pjongczang  | Snowboardcross | Pierre Vaultier |

### Mistrzostwa świata
| Miejsce | Dzień       | Rok  | Miejscowość   | Konkurencja         | Zwycięzca         |
| ------- | ----------- | ---- | ------------- | ------------------- | ----------------- |
| 51.     | 18 stycznia | 2011 | La Molina     | Snowboardcross      | Alex Pullin       |
| 13.     | 26 stycznia | 2013 | Stoneham      | Snowboardcross      | Alex Pullin       |
| 25.     | 16 stycznia | 2015 | Kreischberg   | Snowboardcross      | Luca Matteotti    |
| 2.      | 12 marca    | 2017 | Sierra Nevada | Snowboardcross      | Pierre Vaultier   |
| 2.      | 13 marca    | 2017 | Sierra Nevada | Snowcross drużynowy | Stany Zjednoczone |
| 4.      | 1 lutego    | 2019 | Solitude      | Snowboardcross      | Mick Dierdorff    |
| 1.      | 11 lutego   | 2021 | Idre Fjäll    | Snowboardcross      | –                 |

### Puchar Świata

#### Miejsca w klasyfikacji generalnej snowboardcrossu
- sezon 2011/2012: 57.
- sezon 2012/2013: 18.
- sezon 2013/2014: 8.
- sezon 2014/2015: 1.
- sezon 2015/2016: 6.
- sezon 2016/2017: 11.
- sezon 2017/2018: 6.
- sezon 2018/2019: 4.
- sezon 2019/2020: 4.
- sezon 2020/2021: 14.
- sezon 2021/2022:

#### Miejsca na podium w zawodach
1. Arosa – 9 marca 2013 (snowcross) – 3. miejsce
2. Vallnord–Arinsal – 12 stycznia 2014 (snowcross) – 2. miejsce
3. Veysonnaz – 14 marca 2015 (snowcross) – 1. miejsce
4. Veysonnaz – 15 marca 2015 (snowcross) – 2. miejsce
5. Sołniecznaja dolina – 21 lutego 2016 (snowcross) – 3. miejsce
6. Veysonnaz – 6 marca 2016 (snowcross) – 1. miejsce
7. Baqueira Beret – 20 marca 2016 (snowcross) – 3. miejsce
8. Feldberg – 11 lutego 2017 (snowcross) – 2. miejsce
9. Val Thorens – 13 grudnia 2017 (snowcross) – 3. miejsce
10. Veysonnaz – 17 marca 2018 (snowcross) – 3. miejsce
11. Veysonnaz – 16 marca 2019 (snowcross) – 1. miejsce
12. Sierra Nevada – 7 marca 2020 (snowcross) – 1. miejsce
13. Reiteralm – 18 lutego 2021 (snowcross) – 2. miejsce
14. Cervinia – 18 grudnia 2021 (snowcross) – 3. miejsce